# Gonyleptes granulatus
Gonyleptes granulatus is een hooiwagen uit de familie Gonyleptidae.